# نانگوکو بانکی
نانگوکو بانکِی (به ژاپنی: 南国梵桂); یک راهب از فرقه رینزای در دوره سنگوکو بود. بنا بر فرضیه‌ها وی پسر آکچی میتسوهیده بود. در یکی از منابع وی با پسر ارشد میتسوهیده آکچی میتسویوشی یکسان در نظر گرفته شده‌است.